# Beverly Holcombe Robertson
Pour les articles homonymes, voir Robertson.
Beverly Holcombe Robertson (5 juin 1827 – 12 décembre 1910) est un officier de cavalerie de l'armée des États-Unis sur la frontière de l'ouest et un général de l'armée de États confédérés au cours de la guerre de Sécession.

## Avant la guerre
Robertson naît dans une plantation du comté d'Amelia, en Virginie. Il obtient une nomination à l'académie militaire de West Point, et est diplômé en 1849. Affecté au 2nd U.S. Dragoons en tant que second lieutenant, il va à l'école de cavalerie à Carlisle Barracks. Il sert ensuite sur la frontière, dans divers postes dans le territoire du Nouveau-Mexique, dans le territoire du Kansas, et dans le territoire du Nebraska, combattant à diverses reprises contre les Apaches et les Sioux. Réaffecté dans le 5th U.S. Cavalry, Robertson est promu premier lieutenant. Il devient adjudant du régiment, tout en servant dans le territoire de l'Utah et est bientôt promu en tant qu'adjoint par intérim à l'adjudant-général du département de l'Utah. Il est promu capitaine en mars 1861, mais quelques mois plus tard il accepte d'être capitaine dans le département de l'adjudant général confédéré.

## Guerre de Sécession
Il est élu colonel du 4th Virginia Cavalry en août 1861 et sert lors de la campagne de la vallée. Il est promu au brigadier général le 9 juin 1862. Il combat lors de la seconde bataille de Bull Run en août 1862, et lors de la première partie de la campagne du Maryland en septembre 1862. Avant la bataille d'Antietam, il reçoit d'ordre de partir pour la Caroline du Nord pour recruter et former de nouveaux régiments de cavalerie. Il participe à la bataille de New Bern en mars 1862.
Au cours de la campagne de Gettysburg, il commande une brigade de deux régiments de cavalerie de Caroline du Nord principalement affectée pour de la reconnaissance au profit de Robert E. Lee. Lors de la bataille de Brandy Station, ses hommes ne parviennent pas à retarder significativement la colonne de l'Union approchant de Brandy Station par le sud-est. Il combat lors des actions de retardement de J. E. B. Stuart dans la vallée de Loudoun à Middleburg et Upperville. Ses hommes aident à couvrir la retraite de Lee à la suite de la bataille de Gettysburg, mais subissent de lourdes pertes au cours de la campagne.
Il est affecté en octobre 1863 au commandant du deuxième district militaire, qui englobe la Caroline du Sud, la Géorgie et la Floride. Il participe à la défense de Charleston contre une attaque ennemie. Robertson sert lors de la campagne des Carolines et se rend avec le général Joseph E. Johnston.

## Après la guerre
Après la guerre, Robertson s'installe à Washington, DC, et travaille dans l'industrie de l'assurance pendant plusieurs décennies. Il est enterré dans le cimetière de Robertson près de Scott's Fork, dans le comté d'Amelia, en Virginie.